# Põhja puiestee
Le boulevard du Nord (estonien : Põhja puiestee ou Põhja pst) est une rue du nord de Tallinn en Estonie.

## Présentation
La rue part de la gare de Tallinn-Baltique à l'intersection de la rue Kopli et de la rue Kesk-Kalamaja.
Elle est parallèle au parcours du tramway au nord-est, traversant la rue Kotzebue à gauche, la rue Suurtüki à droite et la rue Niine à gauche. 
Après avoir traversé la rue Soo, la rue se dirige vers l'est puis traverse la rue Kalasadama sur la gauche.
À l'intersection avec Suur Rannavärav, les voies opposées de Põhja puiestee divergent : la voie en direction de Kopli atteint l'intersection de Mere puiestee et de la rue Sadama, et la voie en direction de Vanasadama atteint l'intersection de Mere puiestee et de la rue Ahtri.

## Lieux et monuments de la rue
| #  | Image | Monument                                        |
| -- | ----- | ----------------------------------------------- |
|    |       | Carrefour des rues Põhja puiestee et Soo tänav. |
|    |       | Ligne 1 du tramway                              |
| 7  |       | Académie estonienne des arts                    |
| 11 |       |                                                 |
| 21 |       | Hôtel PK Ilmarine Inn                           |
| 27 |       | Centre estonien d'architecture                  |
| 33 |       | Bouilloire culturelle                           |